# Rückerswind
Rückerswind ist ein Ortsteil der Gemeinde Frankenblick im Landkreis Sonneberg in Thüringen.

## Lage
Für das auf dem Sandberg um einen Teich gebaute Dorf weist der Name auf die Besiedlung hin. Die Lage zur innerdeutschen Grenze bedingte nach 1952 DDR-Sperrgebiet. Rückerswind ist über die Kreisstraße 15 erreichbar. Um den Ortsteil die Feldflur, dann Wald und westlich sowie südlich die ehemalige innerdeutsche Grenze.

## Geschichte
1330 wurde das Dorf erstmals urkundlich genannt.

## Dialekt
In Rückerswind wird Itzgründisch, ein mainfränkischer Dialekt, gesprochen.